# (11636) Pezinok
(11636) Pezinok (1996 YH1) – planetoida z pasa głównego asteroid okrążająca Słońce w ciągu 4,02 lat w średniej odległości 2,53 j.a. Odkryta 27 grudnia 1996 roku.